# Anvil Engine
Ubisoft Anvil (fino al 2006 conosciuto con il nome Scimitar e AnvilNext fino al 2020) è un motore grafico creato nel 2007 dallo sviluppatore di videogiochi Ubisoft per l'uso su Microsoft Windows, PlayStation 3, Xbox 360, Wii U, PlayStation Vita, PlayStation 4, Xbox One, Nintendo Switch, PlayStation 5 e Xbox Series X/S.

## Giochi che utilizzano l'Anvil engine

### Scimitar
- Assassin's Creed (2007)
- Prince of Persia (2008)
- Shaun White Snowboarding (2008)

### Anvil
- Assassin's Creed II (2009)
- Prince of Persia: Le sabbie dimenticate (2010)
- Assassin's Creed: Brotherhood (2010)
- Assassin's Creed: Revelations (2011)

### AnvilNext
- Assassin's Creed III (2012)
- Assassin's Creed III: Liberation (2012)
- Assassin's Creed IV: Black Flag (2013)
- Assassin's Creed: Rogue (2014)

### AnvilNext 2.0
- Assassin's Creed: Unity (2014)
- Assassin's Creed: Syndicate (2015)
- Tom Clancy's Rainbow Six: Siege (2015)
- Steep (2016)
- For Honor (2017)
- Tom Clancy's Ghost Recon Wildlands (2017)
- Assassin's Creed: Origins (2017)
- Assassin's Creed: Odyssey (2018)
- Tom Clancy's Ghost Recon Breakpoint (2019)
- Hyper Scape (2020)

### Ubisoft Anvil
- Assassin's Creed: Valhalla (2020)
- Immortals Fenyx Rising (2020)
- Riders Republic (2021)
- Tom Clancy's Rainbow Six: Extraction (2022)
- Assassin's Creed Mirage (2023)
- Skull and Bones (2024)
- Assassin's Creed Shadows (2025)

## Tecnologia
Il Motore utilizza 3D Studio MAX per la modellazione degli ambienti in computer grafica e ZBrush per persone ed oggetti. L'animazione di gruppi di persone, viene affidata all'utilizzo di Autodesk HumanIK. Negli anni (da notare la differenza tra Assassin's Creed e Assassin's Creed II) Anvil è stato migliorato e implementato, introducendo ad esempio: il ciclo del giorno e della notte, la messa a fuoco a distanze maggiori, una vegetazione più realistica e l'effetto riflesso. Ubisoft Digital Arts e Hybride Technologies, nel mediometraggio Assassin's Creed: Lineage hanno utilizzato Anvil per ricreare alcuni ambienti che fanno da sfondo agli attori in carne ed ossa.
Una versione più recente del motore grafico chiamato AnvilNext è stata presentata in concomitanza all'annuncio di Assassin's Creed III.  Il nuovo motore grafico introdurrà il supporto al ciclo delle stagioni e a quello meteorologico. Con AnvilNext è stata raggiunta la soglia di rendering di 1000 persone in una folla. Con questa versione del motore si disporrà di un ambiente di gioco dinamico, che quindi potrà cambiare nel corso del tempo.
Nel 2014, in concomitanza con l'annuncio e la presentazione all'ottavo capitolo della saga "Assassin's Creed", intitolato Unity, è stato mostrato un trailer di dimostrazione del nuovo Anvil 2.0 e successivamente fu mostrato il miglioramento grafico rispetto all'AnvilNext, in termini di textures ed illuminazione. Inoltre gli sviluppatori dichiararono che il nuovo motore grafico avrebbe migliorato effetti particellari ed eventi climatici rendendoli "più di semplici textures appiattite".